# Neherlaboratorium

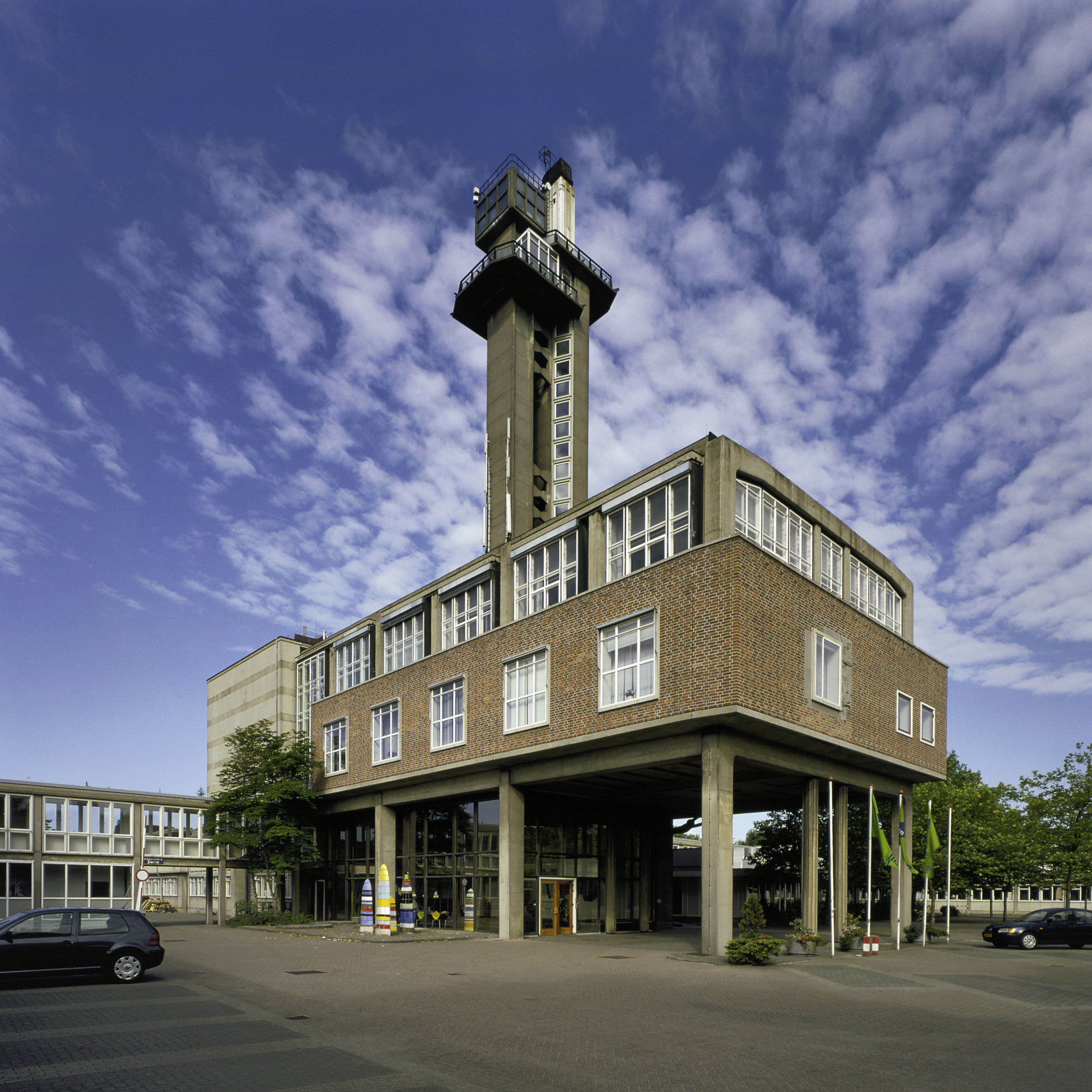
Overzicht van de middenvleugel met de vijftig meter hoge toren

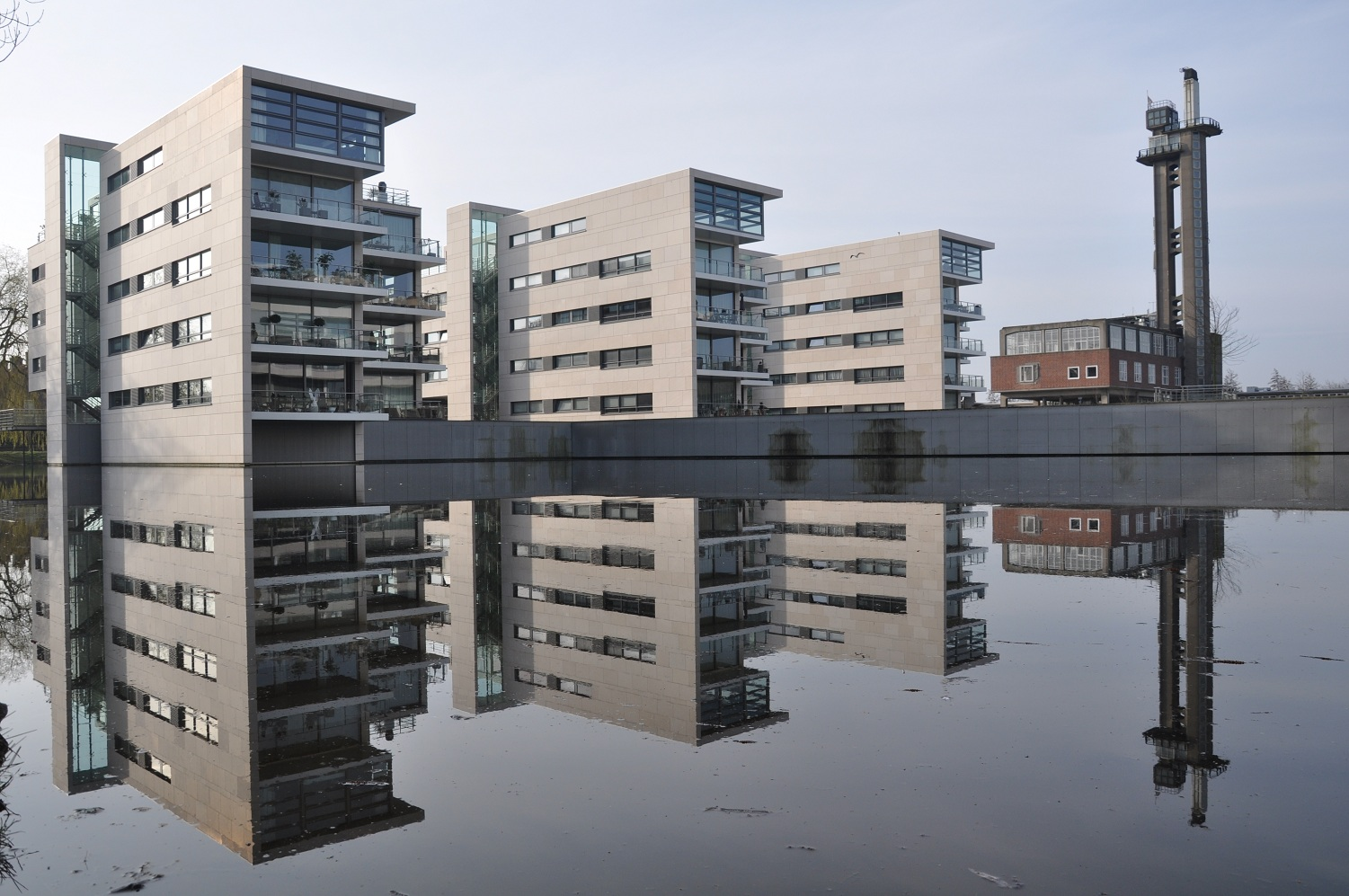
Het appartementencomplex Neherpark in Leidschendam. De toren rechts behoort nog tot het oude Neherlaboratorium.

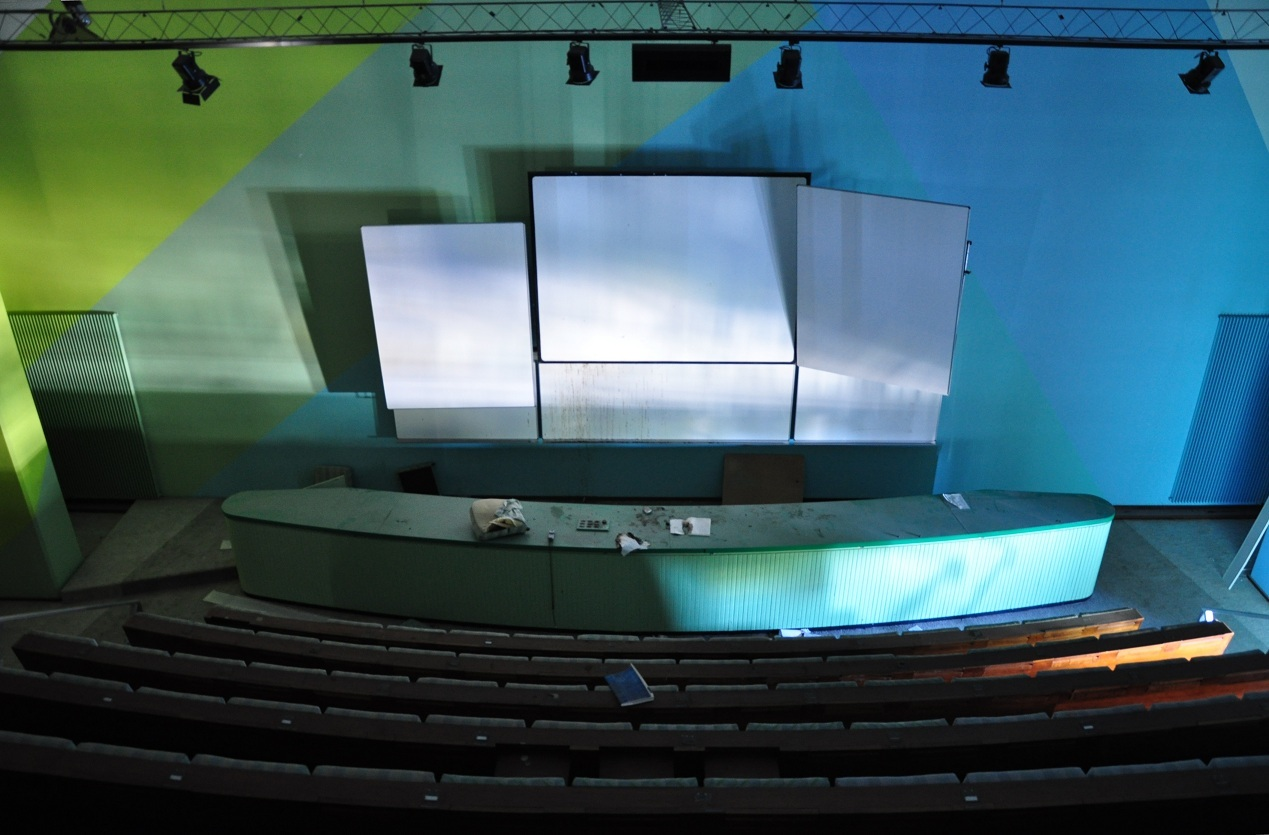
Het auditorium.

Het Dr. Neherlaboratorium in de Nederlandse plaats Leidschendam was een laboratorium van de toenmalige PTT. Het laboratorium is genoemd naar dr. Lambertus Neher, die directeur-generaal der PTT was van 1949 tot aan zijn pensioen in 1954.

## Werkterrein
Het Neherlaboratorium werd in 1946 opgericht. Het hield zich bezig met productontwikkeling en onderzocht ook de inpassing van in de handel zijnde professionele systemen in het post- en telecommunicatiebedrijf en de girodienst. In het DNL, Apparatuur Laboratorium, later Schakeltechniek Laboratorium, werd in de periode 1947-1957 de eerste Nederlandse naoorlogse crypto-apparatuur voor beveiliging van telexberichten ontwikkeld. De afdeling werd geleid door prof. dr.ir. R.M.M. Oberman. Het eerste systeem heet Colex (een samentrekking van Code en telex). Het werd ingezet op een aantal ambassades. De Ecolex, de opvolger ervan, werd op vele ambassades en alle schepen van de Koninklijke Marine ingezet. In september 1957 werd alles wat bij PTT met het onderwerp "crypto" te maken had verkocht aan Philips USFA. Hiermee kwam het onderwerp voor PTT ten einde. Binnen 2 jaar na die overdracht waren vrijwel alle medewerkers overgegaan naar de TH Delft. In het Mathematisch Laboratorium werd één van de eerste Nederlandse computers, de ARCO (1950) en daarna de PTERA (1953) door prof. W. van der Poel, ontwikkeld.

## Gebouw
Het kantoorgebouw werd in 1955 gebouwd naar een ontwerp van S.J. van Embden. Het werd geopend op 17 mei 1955 door de toenmalige minister van Verkeer en Waterstaat. Het gebouw heeft een W-vormige plattegrond. De middenvleugel werd gemarkeerd door een 52 meter hoge toren, in het midden was de hoofdentree, in de buitenste delen werden de laboratoriumhallen ondergebracht.
Dit voormalige laboratorium van de PTT werd in de bedrijfsvoering van KPN overbodig. In september 2001 had KPN Vastgoed een sloopvergunning aangevraagd.
Het gebouw werd in 2007 geplaatst op de Top 100 Nederlandse monumenten 1940-1958 en is nadien erkend als rijksmonument. Doordat het gebouw genomineerd werd als monument vond de sloop uiteindelijk geen doorgang. Vanwege de ontwikkelingen binnen het bedrijf zag KPN af van herontwikkeling van het pand en besloot over te gaan tot verkoop aan projectontwikkelaar Sequoia. Deze heeft het uitgebreid tot appartementencomplex Neherpark met onder andere 87 appartementen als huisvesting voor ouderen. Er is nu ook een zwembad en fitnessruimte. 

In het NeherLab is in 2010 een restaurant geopend met de naam Brasserie NL. 
Sinds juni 2018 is dit restaurant overgenomen door Proeflokaal Bregje.